# Музей Секретариата финансов и государственного кредита
Музей Секретариата финансов и государственного кредита (исп. Museo de la Secretaría de Hacienda y Crédito Público) — художественный музей, расположенный в историческом центре Мехико. Ранее здание музея было известно как Дворец архиепископа (исп. Palacio del Arzobispado), оно было построено в 1530 году под руководством монаха Хуана де Сумарраги на основании разрушенной пирамиды, посвящённой ацтекскому богу Тескатлипоки. Здание оставалось архиепископской резиденцией вплоть до 1867 года, после чего там был открыт бухгалтерский отдел Министерства финансов. В современном музее размещена экспозиция, посвящённая Тескатлипоке, а также большая коллекция произведений искусства.

## История
Здание музея было колониальным дворцом архиепископа и включает в себя два внутренних двора с каменными колоннами. В 1530 году монах Хуан де Сумаррага стал первым архиепископом Новой Испании, которая в то время включала большую часть Америки и Филиппин. Он решил разместить епископский престол в двух домах от того места, где впоследствии был возведён кафедральный собор. К первоначальному зданию впоследствии были добавлены ещё две пристройки: одна для отливки колоколов, а другая служила тюрьмой. Епископский дворец продолжал изменяться вплоть до 1771 года, когда она приобрёл вид, во многом сохранившийся до нынешнего времени. Комплекс увенчан карнизом, на котором перевёрнутые арки сочетаются с зубцами. Две колонны с эстипите обрамляют нишу портала, через который когда-то проходили высшие церковные власти колониальных времён. Остатки пирамиды Тескатлипоки можно увидеть на первом этаже, которые стали доступны в результате реализации проекта восстановления здания, принятого в 1997 году. Наряду с восстановлением колониального здания, были проведены раскопки, чтобы обнажить детали доиспанских строений на этом месте.
Здесь был заключён в тюрьму один из первых борцов за независимость Мексики, Франсиско Примо де Вердад-и-Рамос, умерший там же в 1808 году.

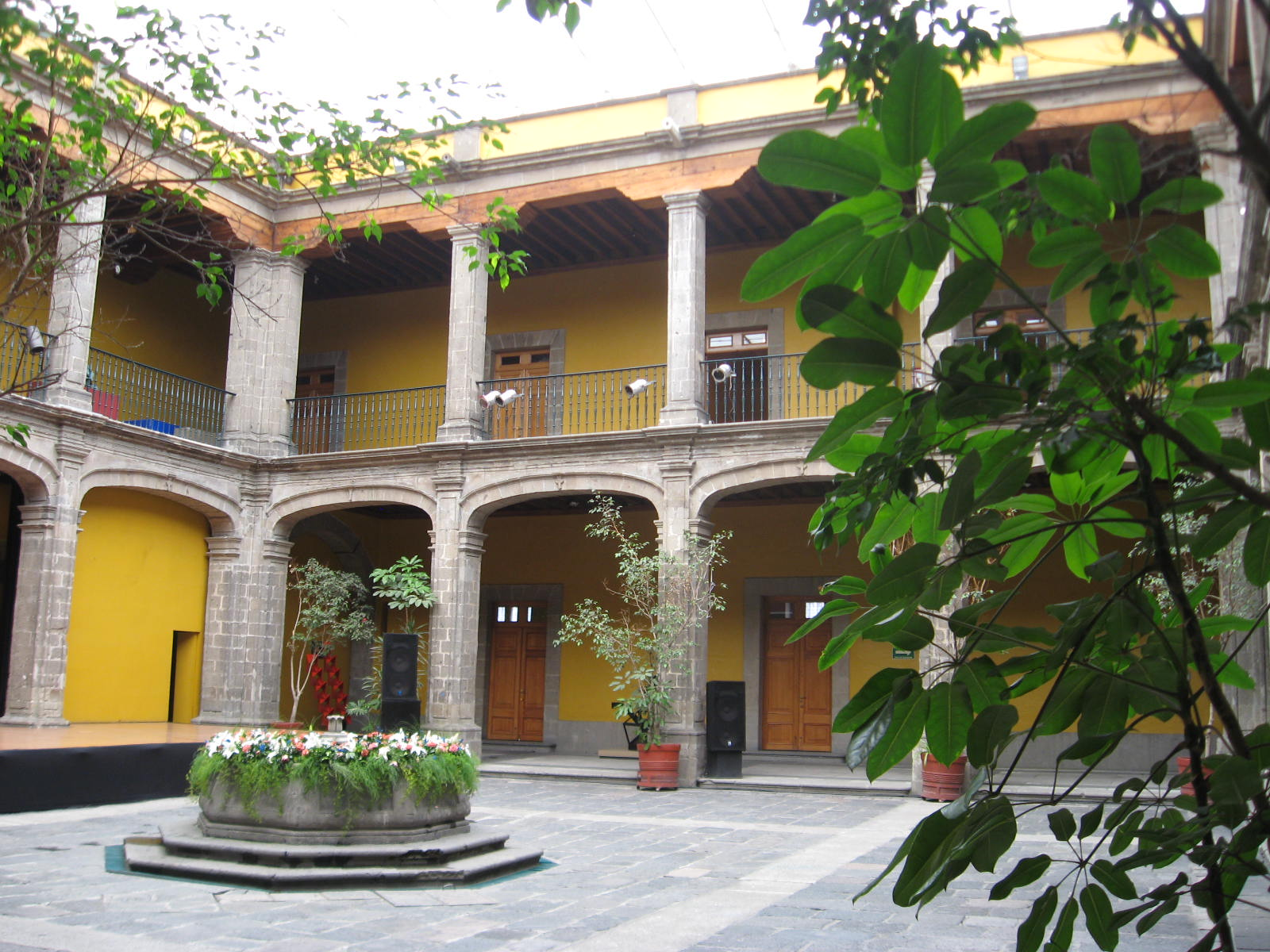
Внутренний двор Музея Секретариата финансов и государственного кредита.

## Музей

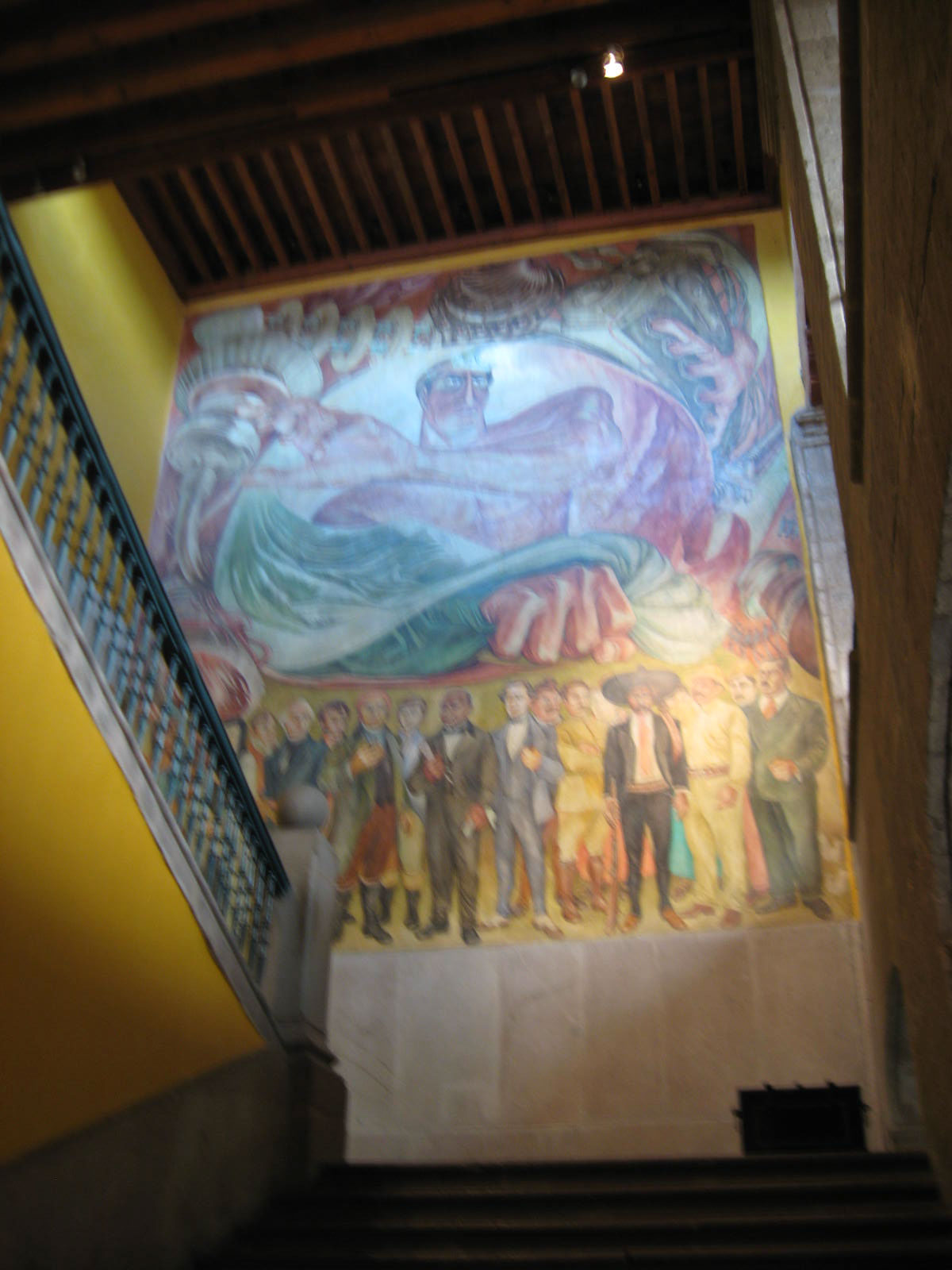
Мурал «Пою героическому» (Canto a lo Heroico) Хосе Гордильо на главной лестнице.

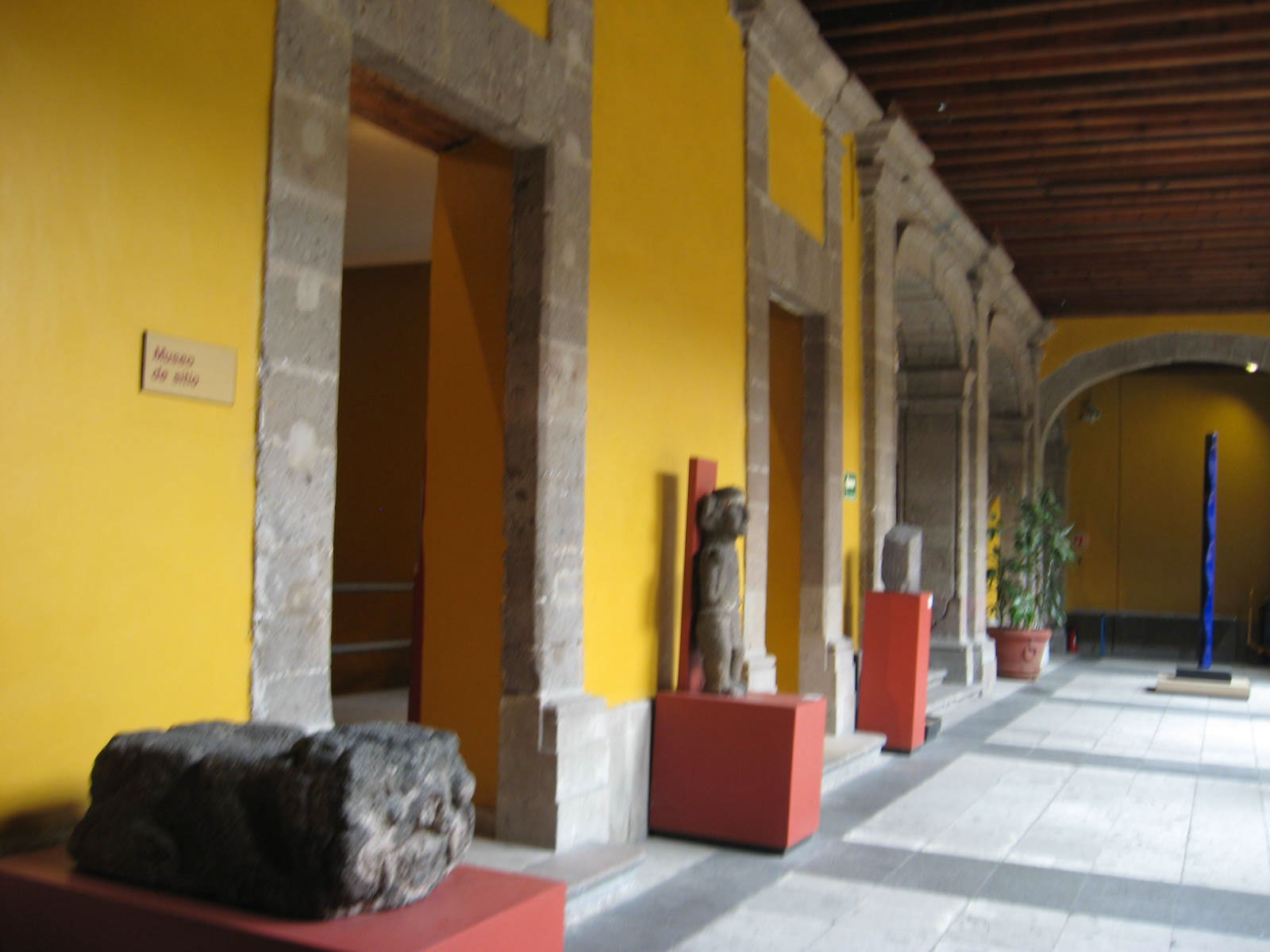
Часть музея, посвящённая месту постройки, где демонстрируются найденные там доиспанские артефакты.

В современном музее хранится коллекция произведений искусства XVIII—XX веков, в том числе работы Хуана Корреа, Диего-Гарсии, Руфино Тамайо, Федерико Канту, Антонио Руиса, Адольфо Беста Маугарда и Рауля Ангиано. Центральная и постоянная композиция носит название «Натуральная оплата и культурное наследие» (исп. Pago en Especie y Acervo Patrimonial). Она демонстрирует работы, созданные мексиканцами и иностранцами, живущими в Мексике, многие из которых пожертвовали свои работы этому музею взамен уплаты налогов. Этот подход был частью программы, начатой в 1957 как часть инициативы для стимулирования художественной деятельности в Мексике на благо самой Мексики. Главным идеологом этой программы был художник Давид Альфаро Сикейрос.
Однако эта идея не приносила успеха до 1970-х годов, когда Хайме Сальдивар, Инес Амор, Хильберто Асевес Наварро переформатировали идею Сикейроса, получив поддержку от президента Луиса Эчеверриа в 1975 году. Возрождённый проект пользовался восторженной поддержкой со стороны современных художников, таких как Луис Лопес Лоса, Роберто Донис, Луис Нисидзава, Анхела Гурриа, Роджер фон Гунтен, Франсиско Корсас, Фелисиано Бехар, Франсиско Капдевилья, Фернандо Кастро Пачеко, Арнальдо Коэн, Хосе Луис Куэвас, Хосе Чавес Морадо и Арнольд Белкин, многие из которых до сих пор делают пожертвования в коллекцию музея. Благодаря этому музей смог собрать экспозиции работ таких художников, как Родольфо Моралес, Рафаэль Коронель, Мануэль Фельгуэрес и Висенте Рохо. В музее также размещены временные экспонаты, в основном представляющее современное искусство.